# بدر محارب
بدر محارب (14 يوليو 1959 -) هو كاتب ومخرج ومؤلف مسلسلات ومسرحيات كويتي.

## حياته ونشأته
خريج سنة 1984 المعهد العالي للفنون المسرحية بالكويت - قسم النقد والأدب المسرحي.

## أعماله[5][6][3]

### التلفزيون[7]
- تأليف المسلسل المحلي الكوميدي «شحيت ومحيت» (30 حلقة) عام 1995
- تأليف المسلسل المحلي الاجتماعي «دلق سهيل - الجزء الأول» (15 حلقة) 1996
- تأليف المسلسل المحلي الاجتماعي «دلق سهيل – الجزء الثاني» (19 حلقة) 1997
- تأليف بعض حلقات البرنامج المنوع «مسرحيات 2000» (7 حلقات) 2000
- تأليف المسلسل البوليسي المحلي «الخطر معهم» الجزء الثاني (15 حلقة) عام 2001
- تأليف البرنامج الكوميدي المنوع «ريموت كنترول» لتلفزيون دبي عام 2005
- تأليف السهرة التلفزيونية «ممكن» والفائزة بذهبية مهرجان الخليج للإذاعة والتلفزيون في البحرين عام 2006
- إعداد البرنامج المنوع «سفرة خليجية» رمضان عام 2010
- تأليف البرنامج الكوميدي بطاطا برودكاست لتلفزيون الكويت في رمضان 1432هـ الموافق 2011م

### المسرح[8]
- تأليف مسرحية الأطفال «باباي» عام 1987 .
- تأليف مسرحية الأطفال «لولو الصغيرة» عام 1988 .
- تأليف مسرحية «الرسالة الأخيرة» عام 1988 الفائزة بالمركز الأول في مهرجان الشباب لدول الخليج الثالث.
- إخراج مسرحية «بلنتي» عام 1990 .
- تأليف مسرحية الأطفال «كشمش» عام 1992 .
- إخراج مسرحية «طاح مخروش» عام 1993 .
- تأليف وإخراج مسرحية «كويتي كامل الدسم» عام 1994 .
- تأليف مسرحية «الموعد» عام 1995 .
- تأليف وإخراج مسرحية «إستجواب» عام 1996 .
- تأليف وإخراج مسرحية «الحكومة أبخص» عام 1998 .
- تأليف وإخراج مسرحية «بنت العز»  عام 2000 .
- تأليف وإخراج مسرحية «نهاية مخروش» عام 2005
- تأليف مسرحية «يواش يواش» عام 2005
- تأليف مسرحية «بونسوار.. يبا» عام 2006
- تأليف مسرحية «وطن كامل الدسم» عام 2007
- تأليف مسرحية الأطفال «بيّاعة الجرايد» عام 2008
- تأليف مسرحية «حدث في جمهورية الموز»، وقدمت في مهرجــان القرين الثقـافي الرابع عشــر يومي 9 و 10 /12 /2007
- تأليف مسرحية «تاتانيا»، وقدمت في مهرجان محمد عبد المحسن الخرافي السادس يوم 13/3/2009 وتمت إعادتها يومي 30و31/7/2009 في المهرجان الصيفي، وشاركت في مهرجان الخليج المسرحي يوم 26/12/2010، وشاركت في مهرجان المسرح العربي ببيروت يوم 14/1/2011
- تأليف مسرحية «دراما الشحاذين» وقدمت بمناسبة يوم المسرح العالمي في 5و6 أبريل 2010 وأعيدت أيام 6و7 مايو و1 يوليو 2010 ، وشاركت في مهرجان دمشق المسرحي يوم 29/11/2010
- تأليف مسرحية (ويبقى الوطن) لمهرجان الشباب المسرحي في الكويت ضمن فعالية (شباب في حب الكويت) 10/10/2011

## مسيرته
- عضو لجنة تحكيم العروض المسرحية لمسابقة المدارس الثانوية للجنسين لعام 2000
- رئيس لجنة التحكيم لملتقى أيام الشباب المسرحية الأول – الهيئة العامة للشباب والرياضة عام 2003
- عضو لجنة التحكيم في مهرجان محمد عبد المحسن الخرافي للإبداع المسرحي الخامس 2008
- عضو لجنة تحكيم في مسابقة النصوص المسرحية للهيئة العامة للشباب والرياضة 2010
- رئيس لجنة المشاهدة المسرحية لمهرجان أيام المسرح للشباب 2010
- عضو لجنة التحكيم في مهرجان محمد عبد المحسن الخرافي للإبداع المسرحي الثامن 2011
- عضو لجنة التحكيم في مهرجان الكويت المسرحي الثالث عشر في ديسمبر 2012
- عضو لجنة قراءة النصوص المسرحية المشاركة في مهرجان الكويت لمسرح الطفل مارس 2013
- عضو لجنة تقييم النصوص المسرحية المشاركة في مهرجان الكويت لمسرح الطفل في مارس 2013

- إخراج حفل افتتاح وختام مهرجان الكويت المسرحي الرابع عام 2001
- إخراج حفل افتتاح وختام مهرجان الكويت المسرحي الخامس عام 2002
- عضو اللجنة العليا لمهرجان الكويت المسرحي السابع 2004
- عضو اللجنة التحضيرية لمهرجان الكويت المسرحي السابع 2004
- رئيس لجنة الرسالة التلفزيونية اليومية لمهرجان الكويت المسرحي السابع 2004
- نائب رئيس اللجنة التحضيرية لمهرجان الكويت المسرحي الثامن من 12 – 21 أبريل 2005
- عضو اللجنة التحضيرية لمهرجان الكويت المسرحي التاسع  2007
- إخراج حفل افتتاح مهرجان الكويت المسرحي التاسع 10/4/2007
- عضو اللجنة التحضيرية لمهرجان الكويت المسرحي العاشر 2008
- عضو اللجنة التحضيرية لمهرجان الكويت المسرحي الحادي عشر 2009
- عضو اللجنة العليا لمهرجان الكويت المسرحي الحادي عشر 2009
- إخراج حفلي الافتتاح والختام لمهرجان الكويت المسرحي الحادي عشر 2009
- عضو اللجنة العليا لمهرجان الكويت المسرحي الثاني عشر 2011
- عضو اللجنة التحضيرية لمهرجان الكويت المسرحي الثاني عشر 2011

- رئيس لجنة الإشراف والتدقيق على أعمال الفرق المسرحية الأهلية 2003 – 2004
- رئيس لجنة الرسالة التلفزيونية اليومية لمهرجان صيف ثقافي 2004
- رئيس لجنة الرسالة التلفزيونية اليومية لمعرض الكويت للكتاب 2004
- إعداد الرسالة التلفزيونية اليومية لمهرجان الموسيقى الدولي السابع 2004
- رئيس لجنة الرسالة التلفزيونية اليومية لمهرجان القرين الثقافي الحادي عشر من 7–28/12/2004
- شهادة تقدير لتصميم ديكور مسرحية «نهاية محروش» في المسابقة السنوية للمسرح عام 2005
- إخراج حفل افتتاح مهرجان القرين الثقافي الثاني عشر وتوزيع جوائز الدولة التشجيعية والتقديرية 2005
- حاصل على تكريم من الهيئة العامة للشباب والرياضة في الكويت في حفل افتتاح مهرجان أيام المسرح للشباب يوم 22/10/2007
- حاصل على جائزة أفضل مؤلف في مهرجان محمد عبد المحسن الخرافي للابداع المسرحي عن تاليف مسرحية «تاتانيا»  13/3/2009
- كتاب مطبوع بعنوان «تاتانيا» يحتوي على 3 مسرحيات قصيرة وهي«حدث في جمهورية الموز» و «تاتانيا» و«دراما الشحاذين» صدر في أكتوبر 2010
- كتاب مطبوع بعنوان «العيارين.. العرائس أيضا يحكمون» مسرحية من فصلين باللغة العربية الفصحى - صدر في نوفمبر 2012
- حائز على جائزة الدولة التشجيعية في النص المسرحي لعام 2013 عن مسرحية «العيارين.. العرائس أيضا يحكمون»